# Toppeladugårds slott
Toppeladugård (uttalas [tåppelágård]) är ett slott i Genarps socken i Lunds kommun. 
Huvudbyggnaden i tegel byggd i två våningar med torn och två flyglar uppfördes 1918-20 i renässansstil efter ritningar av Lars Johan Lehming (1871-1940). I anslutning till huvudbyggnaden finns resterna av en barockträdgård. Flera av godsets ekonomibyggnader är byggda på 1700-talet, och vid en damm nära slottet ligger ett korsvirkeshus från 1600-talet.

## Historia
Som namnet antyder var Toppeladugård ursprungligen en utgård eller "ladugård" under Häckeberga slott. Häckebergas ekonomi hade drabbats hårt av kriget och när freden slöts 1720 hade godset och dess ägare Karen Krabbe och Jacob de Bruin af Sandholt stora skulder. 1722 dog Karen och Jacob och Häckeberga skulle egentligen gått till deras döttrar. Men Christina Piper hade köpt upp skuldsedlarna och löste till sig döttrarnas arvslott med undantag av Mette Sofia de Bruins.  Genom en process lyckades hon 1725 vinna även dennes arvslott och därmed blev hon ägare till Björnstorp och Toppeladugård som då bröts ut ur Häckeberga egendom och fick säterifirhet. Hon anlade även den barockträdgård som fortfarande omger slottet. 
År 1791 inköptes godset av greve Tage Thott, som sedan lämnade det i arv till sin dotter Fredrika Magdalena. Hennes son friherre Adolf Bennet sålde godset till majoren friherre Carl Gustaf Wrangel von Brehmer på Häckeberga. Därmed återförenades Toppeladugård för en tid med stamgodset. 1872 övergick godset till yngste sonen Gustaf Helmuth Wrangel von Brehmer som sålde gården till sin dotters man Ernst Linder. 1905 upplöstes dock äktenskapet och godset såldes till direktör P Åkesson. 1918 förvärvades Toppeladugård av ryttmästare Johan Kuylenstierna. Det gamla trelängade huset var vid förvärvet i dåligt skick och han lät snart riva huvudbyggnaden och västra flygeln, på vilkas grund han lät uppföra det nuvarande huset. Kort efteråt revs även den östra flygeln och ersattes med en nybyggd varvid huset fick sitt nuvarande utseende.  
Nils Aschan (uttalas aská:n) , före detta stadsfiskal i Malmö, köpte Toppeladugård 1928 för att han var missnöjd med motboksransonen han tilldelades av Malmö stad. I Genarps landskommun fick han större ransoner. Detta omnämns i Skånska slott och herresäten. Toppeladugård köptes 1935 av advokat Rolf Nordenstedt. Rolf och makan Karin testamenterade slottet med tillhörande mark - som vid skiftet 1953 uppgick till omkring 294 hektar till stiftelsen Kulturens Toppeladugård, Nordenstedtska stiftelsen, en del av  Kulturen i Lund. År 1961 köptes marken av Nordenstedts svärson Bo Wersäll, som arrenderat den sedan 1943. Kulturen i Lund kunde emellertid inte finna någon lämplig användning för slottet, och efter tillstånd från Kammarkollegium avyttrades detta år 1981 till familjen Gunnel och Bo Wersäll. Genom generationsskifte överläts gården år 1988 till Bo Wersälls son, Claes Wersäll.